# Mata'm després
Mata'm després (títol original: Kill Me Later) és una pel·lícula estatunidenca dirigida l'any 2001 per Dana Lustig i filmada al Canadà on apareixen Selma Blair, Max Beesley, Keegan Connor Tracy i Brendan Fehr. Dana Lustig fa una curta aparició al film en el paper de la sogra de Shawn. Ha estat doblada al català

## Argument
Selma Blair interpreta Shawn, una empleada de banca de tendències suïcides. Té una aventura amb el vicepresident del banc, que està casat. Després d'haver descobert que la seva dona està embarassada, ella projecta  suïcidar-se tirant-se de dalt de l'immoble on treballa.
Al mateix temps, un grup de malfactors ataquen un furgó blindat al peu del mateix edifici. La policia arriba, alertada per l'empleat d'un despatx del davant, que una dona es troba sobre la teulada amb la intenció visible de posar fi als seus dies. Sortint del banc, els lladres es troben davant per davant amb dos agents de policia, el que dona lloc a un intercanvi de trets. Aterrit, Charlie Anders (interpretat per Max Beesley), agafa Shawn com a ostatge.
Passen un mercat, ella l'ajuda a escapar-se a canvi de què promet matar-la després (d'aquest acord ve el títol del film).
Se sap després que l'atac al banc ha estat fomentat pel vicepresident d'aquest mateix banc que finalment és detingut.

### Intrigues secundàries
Dos detectius, el jove agent Reed (interpretat per Lochlyn Munro) i el més vell agent McGinley (O'Neal Compton) intenten resoldre l'afer. La dona de McGinley la truca permanentment al seu telèfon mòbil. Reed sap moltes coses sobre el suïcidi pel de la seva pròpia germana.

## Repartiment
| Actor               | Paper                 |
| ------------------- | --------------------- |
| Selma Blair         | Shawn Holloway        |
| Max Beesley         | Charlie Anders        |
| Brendan Fehr        | Billy                 |
| Keegan Connor Tracy | Heather               |
| O'Neal Compton      | Agent McGinley        |
| Lochlyn Munro       | Agent Reed            |
| D.W. Moffet         | Mathew Richmond       |
| Tom Heaton          | Jason Thompson        |
| David Adams         | Ara                   |
| Alex Zahara         | Oficial Larry         |
| Pam Hyatt           | Lucy                  |
| Stacy Fair          | Elizabeth Richmond    |
| Marcel Maillard     | Lyle Holloway         |
| Keith Gordey        | Policia de l'ascensor |
| Dana Lustig         | Suzan Holloway        |
| Sarah Chalke        | Linda                 |